# متنزه بحيرة إيري الحكومي
تبلغ مساحة متنزه بحيرة إيري الحكومي 355 أكر (1.44 كـم2) متنزه الولاية يقع في مدينة بورتلاند في مقاطعة تشاوتاوكوا، نيويورك، الولايات المتحدة، شمال شرق قرية بروكتون. جاذبيتها الرئيسية هي شاطئ بحيرة إيري، بالإضافة إلى المعسكرات والمرافق الترفيهية الأخرى.

## مرافق المتنزه
يضم المتنزه مرافق ومسارات للمشي لمسافات طويلة والتزلج الريفي على الثلج ومراقبة الطيور وصيد الأسماك وركوب القوارب والتخييم في أحد المعسكرات البالغ عددها 97 أو 10 كبائن. السباحة متاحة في أيام وأوقات محددة على الشاطئ. تم إنشاء ملعب جولف مكون من 18 حفرة باسم «حطام السفينة بلاف دي جي سي» في الحديقة في عام 2015. يبيع المتنزه اسطوانات وملابس ذات صلة بالدورة.
- متنزه بحيرة جيلبرت الحكومي
- متنزه بحيرة سينيكا الحكومي
- متنزه بحيرة مورو الحكومي

## روابط خارجية
- New York State Parks: Lake Erie State Park